# カイジュウティタン
カイジュウティタン（Kaijutitan、「怪獣の巨人」の意）は、アルゼンチンネウケン州のシエラ・バロサ層 Sierra Barrosa Formation で発見された基盤的ティタノサウルス類の恐竜の属の一つ。模式種カイジュウティタン・マウイ Kaijutitan maui一種のみで知られる。

## 記載
ホロタイプは頭骨、脊椎、骨盤、四肢の要素を含んでおり、基盤的な形質と派生的な形質を併せ持っている。最も特筆すべき特徴は、二股になった神経棘をもつ前方頚椎に現れている。これは竜脚類の中で複数回個別に進化してきたものである。系統解析ではカイジュウティタンは基盤的なティタノサウルス類に位置付けられ、エパクトサウルスと真ティタノサウルス類 の姉妹群とされた。この新種は少なくとも白亜紀後期(チューロニアン期〜サントニアン期)のパタゴニアでは基盤的ティタノサウルス類と真ティタノサウルス類が共存していたことを示唆する。